# Kuljunmaa
Kuljunmaa är en ö i Finland. Den ligger i Skärgårdshavet och i kommunen Nystad i den ekonomiska regionen  Nystadsregionen i landskapet Egentliga Finland, i den sydvästra delen av landet. Ön ligger omkring 54 kilometer väster om Åbo och omkring 200 kilometer väster om Helsingfors.
Öns area är 28,4 hektar och dess största längd är 0,9 kilometer i sydväst-nordöstlig riktning.